# 38 Herculis
38 Herculis är en vit stjärna i Herkules stjärnbild.
Stjärnan har visuell magnitud +6,98 och kräver fältkikare för att kunna observeras. Den befinner sig på ett avstånd av ungefär 445 ljusår.